# Esperance, Western Australia

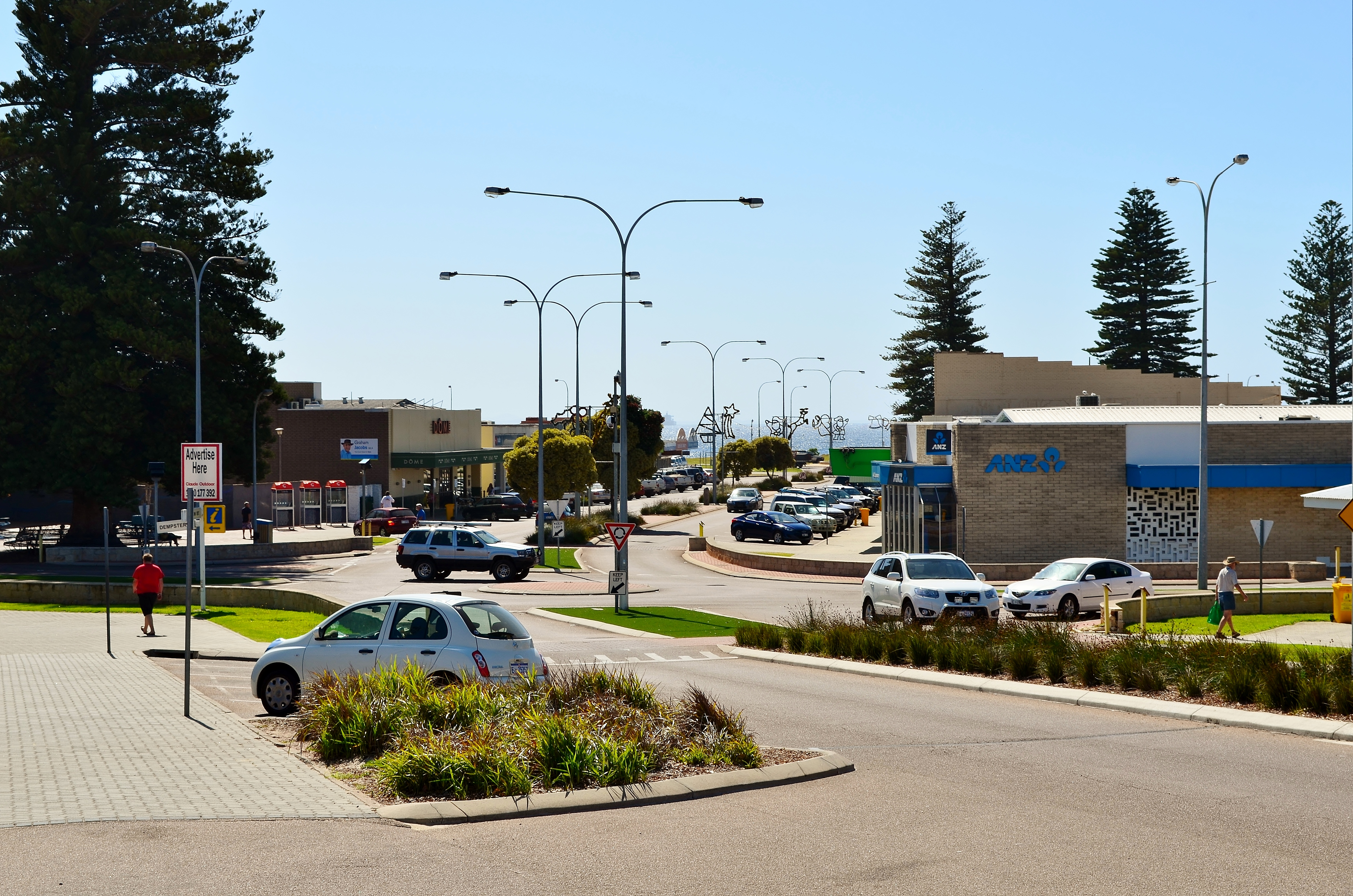

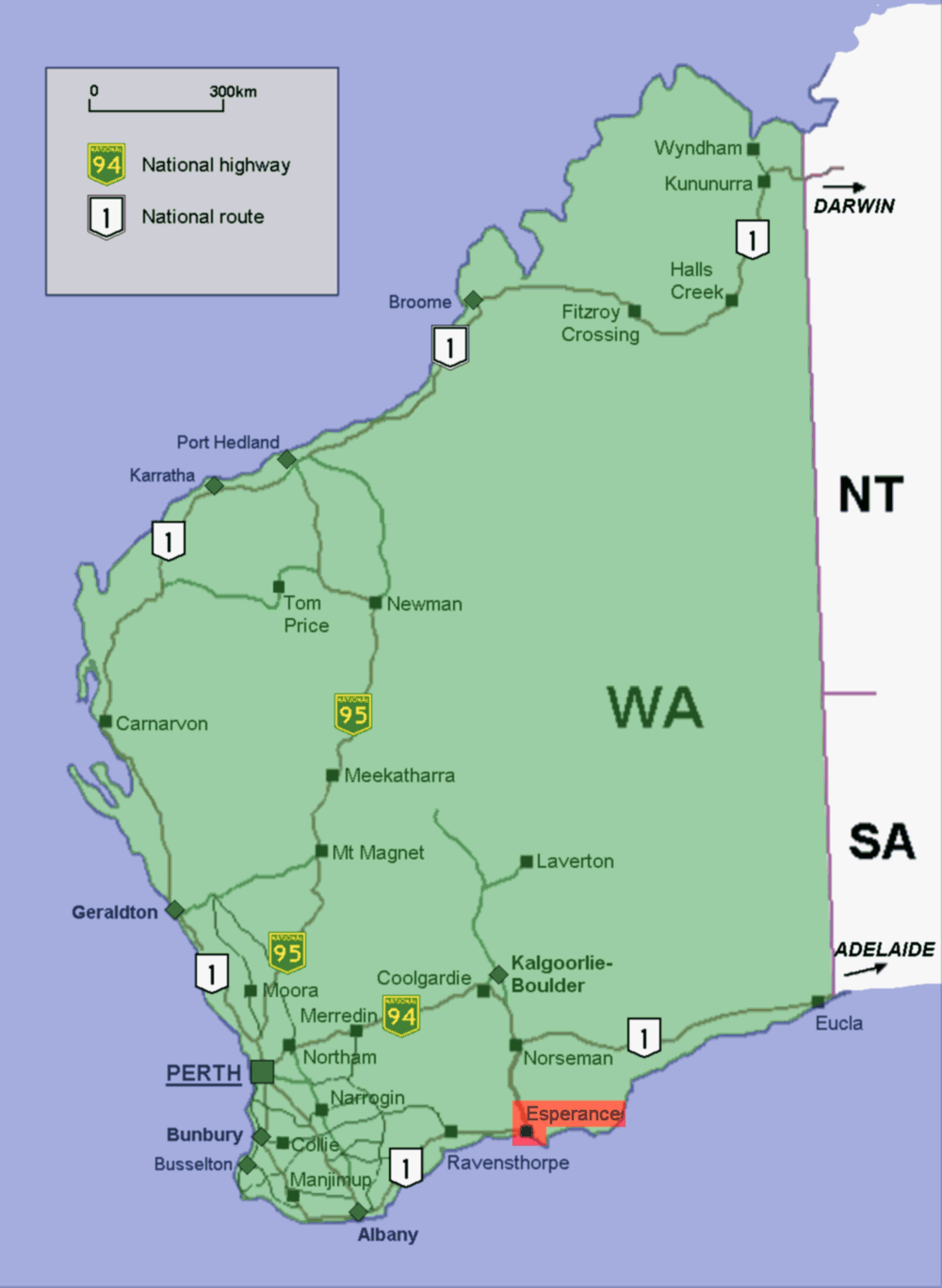
Karta som visar Esperances läge

Esperance är en stad i den australiska delstaten Western Australia med cirka 14 000 invånare. På sommaren är staden en välbesökt badort.
Intill staden finns Esperance Stonehenge.